# Xã Benton, Quận Atchison, Kansas
Xã Benton (tiếng Anh: Benton Township) là một xã thuộc quận Atchison, tiểu bang Kansas, Hoa Kỳ. Năm 2010, dân số của xã này là 1.014 người.